# Нетив-ха-Гдуд
Нетив-ха-Гдуд (ивр. נְתִיב הַגְּדוּד‎) — израильское поселение (мошав) на Западном берегу реки Иордан, в 20 км от Иерихона и в 31 км от Иерусалима. Относится к региональному совету Арвот-ха-Ярден. Население составляет примерно 110 (по другим данным — 176) человек. Поблизости от мошава находятся место легендарного перехода евреев через Иордан во времена Иегошуа бен Нуна (Иисуса Навина) и место археологических раскопок, где была обнаружена древняя керамика.

## История
Поселение названо в честь истории еврейского батальона, сражавшегося в Первой мировой войне.

## Население
По данным Центрального статистического бюро Израиля, население на начало 2020 года составляло 212 человек.

## Экономика
Сельское хозяйство и частные инициативы.